# Космос-1512
Космос-1512 је један од преко 2400 совјетских вјештачких сателита лансираних у оквиру програма Космос.
Космос-1512 је лансиран са космодрома Плесецк, СССР, 7. децембра 1983. Ракета-носач Сојуз је поставила сателит у орбиту око планете Земље. Маса сателита при лансирању је износила 6300 килограма. Космос-1512 је био војни сателит.